# Spoon et White
 (février 2012).
Si vous disposez d'ouvrages ou d'articles de référence ou si vous connaissez des sites web de qualité traitant du thème abordé ici, merci de compléter l'article en donnant les références utiles à sa vérifiabilité et en les liant à la section « Notes et références ».
Spoon & White est une série de bande dessinée humoristique écrite par Jean Léturgie et Yann et dessinée par Simon Léturgie (parfois assisté de Franck Isard). Ses huit volumes ont été publiés en 1999 et 2010 par Dupuis puis Vents d'Ouest. Un neuvième volume paraît en 2021 chez Bamboo.

## Histoire
Deux flics totalement abrutis, Mickey Spoon et Donald White, n'ont qu'une seule chose en commun : être amoureux de la plantureuse présentatrice de télé Courtney Balconi. Ils sont les deux seuls blancs de leur commissariat new-yorkais.
L'une des particularités de cette série est d'être truffée de clins d'œil envers certaines œuvres du cinéma, de la bande dessinée ou encore de la musique. Cette série caricature aussi de nombreux aspects de l'American way of life, tels que la consommation à outrance, le multiculturalisme, l'influence des films hollywoodiens, les médias de masse et les économies souterraines.

## Personnages
- Mickey Spoon. Il est grand fan de Clint Eastwood et des dessins animés Disney. Il ne se sépare jamais de sa mascotte : une peluche de Dingo. Il vit dans une caravane. Nabot nerveux, il tire sur tout ce qui bouge en citant des dialogues de Clint Eastwood remaniés à sa sauce. Amoureux de Courtney Balconi, il n'imagine pas un instant que ça n'est pas réciproque et se tient prêt à éliminer tout rival.
- Donald White, grand dadais dégingandé qui se trouve intelligent et beau. Il se croit descendant des passagers du Mayflower. Lui aussi amoureux de Courtney Balconi, il ne dédaigne pas à l'occasion de s'intéresser à d'autres belles créatures.
- Courtney Balconi, reporter vedette à la chaîne d'information BNN ; prête à tout pour réaliser un scoop, y compris se servir de ses charmes ; au besoin, elle utilise froidement ses deux amoureux transis…
- Le commissaire, obèse et perpétuellement affamé, il se charge d'engueuler ses deux flics, surtout préoccupé par le coût des dégâts provoqués par chaque enquête des deux héros
- Enola Gay, médecin légiste d'origine asiatique. Elle excelle dans son métier qu'elle exerce avec une passion teintée de cynisme. Totalement détachée du sort de ses « patients », elle ne semble avoir aucune appréhension face aux cadavres, fussent-ils décédés de la manière la plus sordide qui soit. Elle vient souvent en aide à Spoon, White et Courtney.
- Bruce Ali, trafiquant de cocaïne, né chinois il a été adopté par une famille noire de confession juive. Principal indic des deux héros. Incroyablement gaffeur, il parvient souvent à se mettre dans des situations périlleuses.

## Résumé des albums

### Requiem pour dingos
Spoon et White décident de passer leurs vacances dans le même hôtel que Courtney Balcony, venue interviewer le chef de la secte Azum. L'ensemble de l'hôtel est pris en otage. Mais les adeptes de la secte Azum venus effectuer leur Grand Voyage vont sérieusement compliquer la tâche des policiers.
Cet album est en fait une parodie directe du film Piège de cristal, premier volet des aventures de John McLane. Tout l'immeuble est pris en otage par des terroristes (le seul dont on connaisse le nom se nommant Hans) sauf Spoon qui va essayer de libérer Courtney.

### À gore et à cris
Spoon se retrouve accidentellement accusé d'être un serial killer. Après son évasion son collègue et rival se lance à sa poursuite. 

### Niaq micmac
La plantureuse Courtney Balconi décide d'infiltrer la mafia chinoise en se fiançant avec le fils du parrain de Chinatown. Spoon et White vont tout tenter pour briser cette union et vont se retrouver en bien mauvaise posture.

### Spoonfinger
Les agents spéciaux de Sa Gracieuse Majesté sont empoisonnés par une confiture radioactive. il n'en faut pas plus pour que Courtney Balconi s'envole pour Londres afin d'enquêter. Quant aux deux benêts Spoon et White ceux-ci ne peuvent se résoudre de laisser partir seule leur amour, ils sacrifient donc leurs économies pour partir la protéger.

### Funky Junky
Jaloux que leur nouveau collègue Harry Khan se soit vu confier la tâche de remettre une valise à leur idole Courtney Balconi, Spoon et White lui jouent un mauvais tour et l'envoient involontairement au cimetière. Entretemps la valise disparaît. S'engage alors une course-poursuite à travers la ville de New York pour la retrouver.

### XXL
Une nouvelle pilule révolutionnaire contre l'obésité est en passe d'être commercialisée. Alors que Spoon et White sont chargés par le commissaire de lui en rapporter une dose, la plantureuse Courtney Balconi enquête sur la provenance des pilules, dont le principal composant aurait été dérobé à une tribu indienne.

### Manhattan Kaputt
Après une énième bavure ayant provoqué la mort d'un indic important, Spoon et White se voient contraints de collaborer avec la cellule antiterroriste de la CIA pour contrer un terroriste qui menace de faire sauter Manhattan. De grosses références à la série 24 heures chrono jalonnent cet album.

### Neverland
Alors que l'avion transportant nos deux héros ainsi que Courtney Balconi s'est abîmé en mer il y a deux mois, on retrouve Spoon et White tentant de survivre sur une île déserte en compagnie de personnages tous plus loufoques les uns que les autres. Mais d'étranges événements vont inciter les deux flics à explorer l'île. De grosses références à la série Lost jalonnent cet album.

### Road'n'trip
En suivant la journaliste Balconi qui veut réaliser un reportage sur l’exploitation d’une nouvelle énergie, le « gaz de shit », Spoon se retrouve à MudTown, petite ville perdue du Kentucky. Il y a « grandi » et toute sa famille y vit encore. Persuadé que Balconi est venue dans ce trou paumé pour demander sa main à son père, Spoon en fait trop. Il met à mal la nouvelle industrie gazière, la tranquillité familiale et le reportage de son aimée.

## Albums
Les quatre premiers albums, initialement édités chez Dupuis, ont été réédités avec des couvertures différentes par Vent d'Ouest. Bamboo sort un neuvième volume en 2021.
- 1 Requiem pour dingos, Dupuis, Humour Libre, Marcinelle, avril 1999
Scénario : Jean Léturgie, Yann - Dessin : Simon Léturgie - Couleurs : Sébastien Goethals, Romane
- 2 À gore et à cris[1], Dupuis, Humour Libre, Marcinelle, mars 2000
Scénario : Jean Léturgie, Yann - Dessin : Simon Léturgie - Couleurs : Berd'Ach, Squad
- 3 Niaq micmac, Dupuis, Humour Libre, Marcinelle, avril 2001
Scénario : Jean Léturgie, Yann - Dessin : Simon Léturgie - Couleurs : Berd'Ach, Squad
- 4 Spoonfinger, Dupuis, Humour Libre, Marcinelle, mai 2002
Scénario : Jean Léturgie, Yann - Dessin : Franck Isard, Simon Léturgie - Couleurs : Berd'Ach, Squad
- 5 Funky Junky, Vents d'Ouest, septembre 2003
Scénario : Jean Léturgie, Yann - Dessin : Franck Isard, Simon Léturgie - Couleurs : Julien Loïs -  (ISBN 2-7493-0101-7)
- 6 XXL, Vents d'Ouest, août 2005
Scénario : Jean Léturgie, Yann - Dessin : Simon Léturgie - Couleurs : Julien Loïs -  (ISBN 2-7493-0180-7)
- 7 Manhattan Kaputt, Vents d'Ouest, février 2007
Scénario : Jean Léturgie - Dessin : Franck Isard, Simon Léturgie - Couleurs : Julien Loïs -  (ISBN 978-2749303062)
- 8 Neverland, Vents d'Ouest, octobre 2010
Scénario : Jean Léturgie - Dessin : Simon Léturgie - Couleurs : GOM -  (ISBN 9782749304397)
- 9 Road'n'trip, Bamboo, juin 2021
Scénario : Jean Léturgie - Dessin : Simon Léturgie - Couleurs : Serial Color -  (ISBN 978-2-81897-710-1)

## Commentaires
En fin de l'album no 8, une page de prévision nous apprend qu'un neuvième album, intitulé Blood Blood Blues, était prévu. Cette information est confirmée par Simon Léturgie le 25 juin 2010 sur son blog consacré à Spoon & White, "Making Spoon" : « Ce ne sera pas le dernier Spoon & White, nous travaillons sur le prochain qui devrait s'intituler "Blood Blood Blues". J'espère effectivement qu'il se fera plus rapidement que celui-ci ! »[réf. nécessaire]